# Colomoncagua
Colomoncagua est une municipalité du Honduras, située dans le département d'Intibucá.
Fondée en 1662, la municipalité de Colomoncagua comprend 10 villages et 90 hameaux.

## Crédit d'auteurs
- (en) Cet article est partiellement ou en totalité issu de l’article de Wikipédia en anglais intitulé « Colomoncagua » (voir la liste des auteurs).